# Half-Life 2: Deathmatch
Half-Life 2: Deathmatch, couramment appelé HL²DM, est un jeu vidéo de tir à la première personne multijoueur en ligne développé par Valve Corporation.
Disponible depuis le 1er décembre 2004 sur une plate-forme de téléchargement du nom de Steam, sa sortie succède de deux semaines celle de l'aventure solo du jeu Half-Life 2 sur lequel il est basé et avec lequel, il partage le moteur graphique Source et un grand nombre d'attributs.
À partir de 2007 le jeu pouvait être téléchargé légalement et gratuitement sur Steam par l'intermédiaire d'offres pour les possesseurs de cartes graphiques ATI et NVIDIA. Ce n'est désormais plus le cas.

## Présentation du jeu

### Principe
HL²DM reprend l'univers d’Half-Life 2 comme base de jeu. Comme dans tout match à mort (en anglais Deathmatch), le joueur a pour but de tuer le plus d'adversaires possible. Une fois tué, il réapparait et continue, jusqu'à la fin de la partie. À la fin de la partie le tableau des scores dévoile le classement des joueurs par nombre de frags. Ce tableau peut être consulté à tout moment au cours de la partie par tous les joueurs pour qu'ils puissent déterminer leurs progressions dans le classement.
Même si HL²DM reprend l'univers d’Half-Life 2 il n'en développe pas son intrigue, comme c'était déjà le cas pour HLDM vis-à-vis d’Half-Life.

### Personnages
HL²DM met à disposition 20 personnages jouables. Parmi ces personnages se trouvent 7 modèles féminins et 9 modèles masculins de rebelles, ainsi que 4 modèles de membres du Cartel. Leurs capacités étant similaires les joueurs s'orienteront en priorité vers les modèles rebelles moins bruyant au déplacement et donc plus discret. Les joueurs préférant le combat au corps à corps pourront choisir un membre du Cartel afin de profiter de la puissance de frappe de la matraque électrique qui est supérieure à celle du pied-de-biche des rebelles. Enfin, lors de jeux en équipe où une sélection de personnages doit se faire dans chacun des deux camps adverses, le choix des personnages pourra se faire au niveau des membres du Cartel sur la couleur de leurs combinaisons afin de s'adapter au mieux au paysage de la carte de jeu dans une optique de camouflage.

### Armes
HL²DM met à disposition 12 armes différentes. Certaines armes reprennent des modèles réels quand d'autres sont purement fictives. Contrairement à certains jeux comme Counter-Strike où le joueur doit choisir en nombre limité et selon des catégories les armes qu'il transporte, sur HL²DM comme dans de nombreux matches à mort le joueur peut cumuler l'acquisition de toutes les armes qu'il trouve et récupère. Par défaut le joueur ne pouvant pas cumuler la possession des deux armes de corps à corps que sont le pied-de-biche et la matraque électrique, le joueur peut donc avoir à gérer jusqu'à 11 armes. En plus de posséder un premier mode de tir, une partie de ces armes possède un mode de tir alternatif autrement appelé « attaque secondaire » qui vient également ajouter de la diversité aux attaques possibles. Cette diversité est complétée par l’interactivité possible avec une grande partie des objets présents dans les cartes du jeu. En effet, utilisés comme projectiles, l'ensemble de ces objets se transforme comme autant d'armes supplémentaires potentielles. À noter que le pied-de-biche, la matraque électrique ainsi que les mines SLAMs ne faisaient initialement pas partie des 12 armes : ces 3 armes furent ajoutées plus de 2 mois après la sortie du jeu.

#### Comparaison avecHalf-Life 2
HL²DM inclut majoritairement les mêmes armes que le mode solo d'Half-Life 2,. Ainsi, on retrouve le Gravity Gun qui permet de combattre au moyen d'objets récupérés et projetés avec celui-ci. De véritables duels peuvent alors éclater entre deux adversaires qui peuvent se renvoyer plusieurs fois le même objet grâce à cette arme. Le Gravity Gun apparaît par contre bien plus vite à sa sélection que dans le mode solo. Cela permet de rattraper ses propres grenades lancées à la main et ses propres boules d'énergie tirées avec l'attaque secondaire du fusil AR2. De rares armes se sont vue retirées comme les boules de phéromones ou le Gravity Gun organique. Ces deux armes permettaient d’interagir avec les personnages non-joueur présents uniquement dans l'aventure solo. La dernière arme, permettant la saisie des personnages, était donc de plus incompatible avec le système de jeu (en anglais gameplay) du mode multijoueur.

#### Comparaison avecHalf-Life: Deathmatch
HL²DM reprend une grande partie des armes de son prédécesseur Half-Life: Deathmatch,. Ainsi des armes comme le pied-de-biche, le pistolet, la mitraillette, le magnum, le fusil à pompe, l’arbalète ou encore le lance roquettes sont des armes présentes à la fois sur HLDM et HL²DM. Certes les graphismes sont améliorés et les propriétés intrinsèques des armes ont été revues mais ces dernières ont été conservées d'une version à l'autre. Cependant certaines armes comme le prototype à rayonnance énergétique (ou « fusil tau »), le fusil à gluons, le pistolet à frelons ou encore les snarks ont disparu au profit d'armes comme le fusil AR2. Le prototype sera repris uniquement sur le mod Adrenaline Gamer 2 et en fera une de ses spécificités.

#### Gestion dansHalf-Life 2: Deathmatch
Au début de chaque partie et après chaque mort, l'inventaire du joueur n'est pas vide mais comporte déjà 5 armes. Sans avoir à les récupérer, le joueur peut se servir dès le début de son arme de corps à corps, du pistolet, de la mitraillette SMG, de grenades et du Gravity Gun, arme avec laquelle il apparaît. Dans un souci d'attaquer plus rapidement l'arme d'apparition est régulièrement changée pour la grenade à main. Les munitions de chaque armes étant limitées le joueur devra de plus en récupérer dans la carte afin de ne pas tomber sur une arme vide au moment de sa sélection. Si le serveur sur lequel le joueur est connecté autorise l'utilisation du lance-roquettes RPG, le joueur pourra ensuite tenter d'obtenir cette arme puissante en priorité.

## Modes de jeu

### Modes officiels du jeu

#### Deathmatch
Le mode Deathmatch, abrégé DM, est le mode par défaut. Tout le monde est ennemi, et le but du jeu est de tuer le plus d'opposants possible dans un temps limité, ou avec une limite de frags. Sauf avis contraire de l'administrateur sur la page d'accueil (ou MOTD) du serveur, tous les coups sont permis pour tuer les adversaires. Tous les joueurs sont alors représentés par la couleur jaune dans le tableau des scores pour ce mode.
Ce mode permet aussi de créer des duels (notamment appelés 1v1) ou 2 joueurs s'affrontent sur une période généralement paramétrée à 15 minutes.

#### Team Deathmatch
Dans le mode Team Deathmatch, abrégé TDM, les soldats du Cartel (Combines) sont opposés aux Rebelles (Rebels) formant la Résistance. Les Combines sont repérés par la couleur bleue tandis que les Rebelles sont représentés par la couleur rouge. Le jeu se déroule donc en équipe, un peu à la manière de Counter-Strike. Le but du jeu est également de tuer le plus d'ennemis possible. L'équipe gagnante est celle qui comptabilise le plus de frags.
En plus de permettre de jouer des parties publiques où les équipes se créent de manière aléatoire au fur et à mesure que les joueurs rejoignent la partie, ce mode permet de créer des parties organisées, entre équipes adverses composées de joueurs se connaissant, pour rivaliser sur des matchs préparés. Ces matchs peuvent être de plusieurs natures : pour la détente (funwar), pour l'entrainement (training) ou pour la compétition en ligue (clanwar ou war). La coutume est alors de faire un match sur 2 cartes (maps), 20 minutes chacune, où une carte est jouée sur un serveur d'une équipe et une autre carte est jouée sur un serveur de l'autre équipe. Le jeu se joue alors généralement en 2 contre 2 (2v2) ou 3 contre 3 (3v3). Chacune des deux équipes choisit une carte sur les deux, et la jouera généralement sur son serveur. Chaque équipe se positionne généralement en tant que rebelles sur sa carte étant donné que ces derniers font moins de bruit de pas en se déplaçant que leurs adversaires et sont donc moins repérables au son.
Deux variantes du jeu existent : une où les tirs fraternels peuvent tuer les coéquipiers (friendlyfire 1) et une où les tirs fraternels sont sans effet (friendlyfire 0). Tandis que la première variante, plus risquée, est généralement utilisés par les joueurs de ligues européens et russes, c'est la seconde variante qui est la plus souvent employée par ces mêmes joueurs en Amérique. Le style de jeu est alors à adapter en conséquence.

### Modes selon la carte du jeu

#### Deathrun
Dans le mode Deathrun, abrégé DR, les soldats du Cartel (Combines) commencent sur une plateforme différente de celle où les Rebelles (Rebels) évoluent. Chacun est doté, au début, d'une matraque électrique (stunstick) pour les Combines et d'un pied-de-biche pour les Rebelles. Le but des Rebelles est de progresser sur le parcours en évitant les pièges activés par les Combines.
Si un des Rebelles parvient à la fin du parcours sans mourir, celui-ci aura accès à une multitudes d'armes ainsi qu'à la plateforme des Combines. Deux choix s'offriront alors à lui : soit être sans pitié et anéantir les Combines sans défense, soit être fair-play et combattre les Combines à armes égales c'est-à-dire pied de biche contre stunstick.

#### Coop
Dans le mode Coop, tous les joueurs démarrent en général en tant que Rebelles. Ils doivent atteindre un certain objectif en affrontant de manière collaborative des ennemis issus du premier et du second Half-Life.

#### Puzzle
Popularisé par le moddeur Dasole, les puzzles sont une série de cartes comportant généralement 12 portails abritant chacun un puzzle à résoudre, seul ou à plusieurs. La partie est terminée lorsque le 12ème puzzle est résolu, celui-ci n'étant accessible qu'après avoir résolu les 11 précédents, sans ordre obligatoire. Ces puzzles incluent des éléments de réflexion et d'adresse. Les éléments d'adresse peuvent s'appuyer sur la maitrise des déplacements, de la physique du jeu ou encore de la précision des tirs.

#### RolePlay
Plus tardivement et à la suite du succès du mode dans le jeu GTA V, le mode RolePlay, abrégé RP, est une forme de carte où le joueur incarne un personnage pour interpréter divers rôles, vivre des aventures et improviser des scénarios avec d'autres joueurs afin de créer des histoires uniques.

### Mods développés depuis HL²DM
- Adrenaline Gamer 2, anciennement appelé Half-Life 2: Deathmatch Pro
- Capture the Flag
- SourceForts
- Bisounours Party

## Distribution du jeu

### Téléchargement en ligne
Contrairement à Half-Life premier du nom qui comporte le mode multijoueur Half-Life: Deathmatch en plus de l'aventure solo, Half-Life 2 ne comportait initialement pas cette partie. Half-Life 2: Deathmatch n'est ainsi rendu disponible à la vente qu'à partir du 1er décembre 2004 sur la plate-forme de téléchargement Steam, soit deux semaines après la sortie de l'aventure solo. Il fut alors également offert aux possesseurs d'Half-Life 2 via une mise à jour, accompagné du kit de développement Source SDK permettant entre autres la création de cartes et de mod pour le jeu.

### DVD-ROM
Par la suite Half-Life 2: Deathmatch fut disponible en version boîte le 20 octobre 2005 en parallèle à la vente en ligne via Steam. Ce coffret DVD est en réalité dédié au jeu principal Counter-Strike: Source mais est accompagné des jeux Half-Life 2: Deathmatch et Day of Defeat: Source. Ces 3 jeux sont les évolutions de leurs premières versions respectives. Le coffret n’inclut pas Team Fortress 2 qui sortira ultérieurement dans la compilation de jeux vidéo The Orange Box.

### Offre NVIDIA
Le 10 janvier 2008, Valve annonce une nouvelle offre promotionnelle offrant Half-Life 2: Deathmatch aux possesseurs de cartes graphiques du concurrent NVIDIA. Le jeu est cette fois mis en avant dans une offre comportant en exclusivité la démonstration du jeu Portal premier du nom : Portal: First Slice, accompagné de l'épisode Half-Life 2: Lost Coast et du jeu 2D Peggle Extreme. Cette dernière offre est également dépourvue de l'outil Source SDK pour les mêmes raisons que l'offre précédente. Cependant l'offre NVIDIA complétée par l'offre ATI permettait d'offrir HL²DM à la quasi-totalité des joueurs PC.